# 増島六一郎

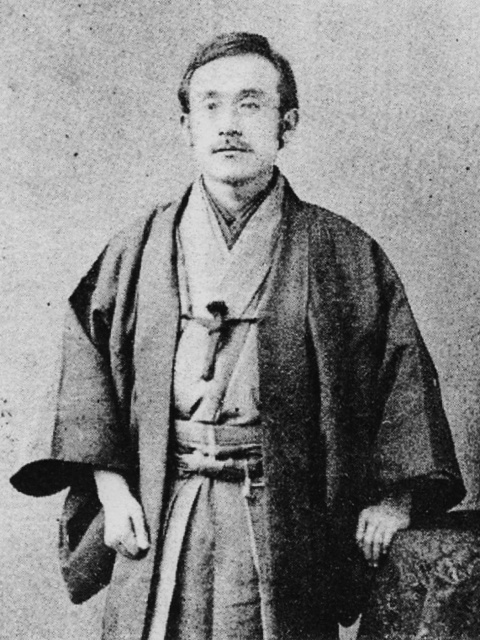
増島六一郎

増島 六一郎（ますじま ろくいちろう、1857年8月6日（安政4年6月17日） - 1948年（昭和23年）11月13日）は、近江国犬上郡彦根町（滋賀県彦根市）の彦根藩士の家に生まれた弁護士。父が61歳のときの子供であったため六一郎と命名された。英吉利法律学校（のちの中央大学）の創立者18名の中心人物として同校初代校長に就任した。

## 来歴

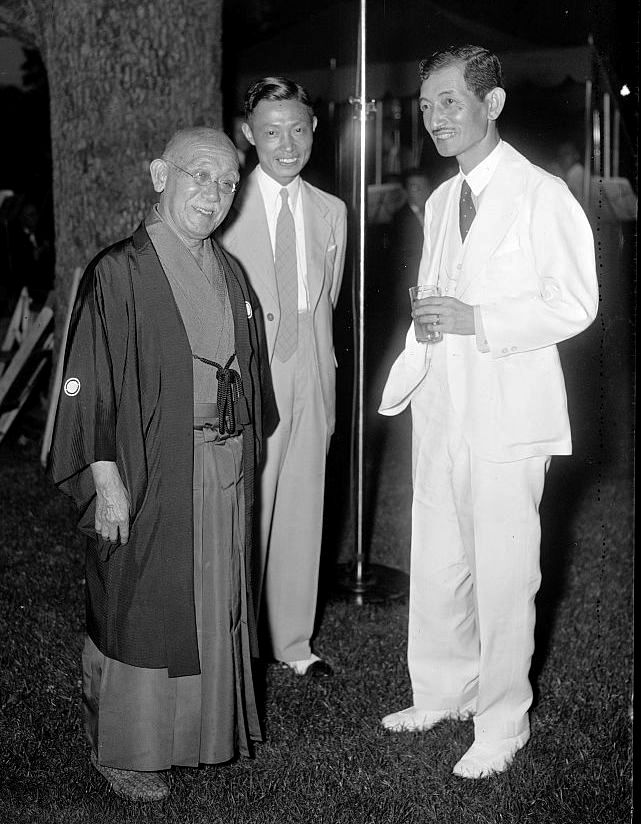
1937年6月、ワシントンD.C.の中国大使館で開催された孔祥熙のパーティーに出席した折の増島（左）。写真右は斎藤博

近江国彦根藩井伊家弓術師範230石の家柄。1870年（明治3年）に上京し、官立東京開成学校（のちの東京大学）に進学する。東京大学法学部第二期を首席で卒業。その後、1879年ころ、岩崎家の援助によってイギリス・ミドル・テンプル法学院に、穂積陳重や岡村輝彦らとともに留学し、法廷弁護士（barrister at law）の資格を取得し、さらに事務弁護士（solocitor）の事務所において研修を行った。1884年に帰国するや、代言人の免許を受けて、京橋桧町に法律事務所を開設した。このとき、「バリストル、法学士代言人」の肩書きを用いたという。当時は、英国法廷弁護士の資格を有する代言人（星亨・長岡護美など）は稀で、大学を出た代言人も、英語のできる代言人も少なかったという。代言人の間での声望は高く、1886年には代言人組合会長に就任した。
一方で、東京神田錦町二丁目にあった明治義塾の教壇に立つが、同校が廃校の折、同地を購入して新たに英吉利法律学校（のちの中央大学）と東京英語学校（のちの日本中学）の設立に奔走する。1885年（明治18年）、英吉利法律学校の18名の創立者の中心人物として同校初代校長に就任した。1889年（明治22年）に東京法学院と名称変更後は院長となった。また、同地に杉浦重剛とともに創立した東京英語学校でも初代校長を務めた。
その後、学校教育の一線からは退き、弁護士業に復帰した。増島は、後にいう渉外弁護士として渉外性のある訴訟案件や企業法務を主に取り扱った。その多大な業績と名声により、全米弁護士会、カナダ弁護士会、ニューヨーク州弁護士会の名誉会員となった。また、その事務所も、東京から、横浜、神戸、上海へと進出したという。
法律書籍を集めた正求律書院（せいきゅうりつしょいん）という図書館を開館する。1934年（昭和9年）に、維持運営のため、財団法人正求堂財団を設立。太平洋戦争後、日本では英米法研究が盛んになり、没後の1949年（昭和24年）に最高裁判所に寄託されて正求堂文庫（せいきゅうどうぶんこ）として一般に公開されている。

## その他
- 留学したミドル・テンプル法学院には大きな肖像画が掲げられている。
- 毛利家（長府藩）の上屋敷（毛利甲斐守邸跡）を自邸として購入し、その跡地は六本木ヒルズの毛利庭園となっている。
- 中央大学市ヶ谷キャンパスには、彼と菊池武夫の胸像が飾られている。

## 親族
- 娘 三井子 内山英太郎（陸軍中将）の妻